# Стоян Таслаков
Стоян Николов Таслаков е български предприемач и политик от партия Възраждане, народен представител в XLVII народно събрание и в XLVIII народно събрание.

## Биография
Стоян Таслаков е роден на 25 март 1987 г. в град Стамболийски, Народна република България. Семейството му произхожда от село Црънча, област Пазарджик. След завършване на средното си образование през 2006 г., работи в няколко от най-големите промишлени предприятия в региона на Пловдив – завода за хартия „Монди Стамболийски“ в град Стамболийски и производителя на пластмасови изделия „Готмар“ в град Съединение.
През 2010 г. завършва бакалавърска степен по бизнес администрация в Европейския колеж по икономика и управление в град Пловдив. В следващите две години специализира магистърска степен по Управление на проекти, финансирани от структурните фондове на Европейския съюз във ВСУ „Черноризец Храбър“. Завършвайки с отличен успех е награден със стипендия от университета за стаж в европейските институции в Брюксел. Там взима участие в няколко семинара в Европейския парламент, Комитета на регионите и Европейската комисия, където се запознава с работата на съответните институции.
През 2012 г. започва работа като управител на главен склад в известна мебелна компания. През 2016 г. решава че е време да се сдобие с международен опит и заминава за Великобритания. Приема работа като общ работник на строежите на най-голямата строителна компания в Обединеното кралство и шеста по големина в света. През 2017 г. регистрира собствена фирма – „Таслакорп ЛТД“, занимаваща се с пасивна противопожарна защита и продължава да работи като подизпълнител.
В същия период Стоян Таслаков инициира родителски комитет за създаване на Първо българско училище „Св. св. Кирил и Методий“ в град Ковънтри, Великобритания. В началото се записват 20 българчета, които изучават четмо и писмо на родния си език, както и история и традиции на България.

### Възраждане
През 2019 г. става един от инициаторите за създаване на структура на партия Възраждане в Лондон, а през 2020 г. се включва в учредяването на структура на Възраждане в община Стамболийски.
На парламентарните избори в България през ноември 2021 г., като кандидат за народен представител е водач на листата на партия Възраждане за 13 МИР Пазарджик. Избран е за народен представител от същият многомандателен избирателен район.